# Campeonato de Primera División 1959 (Argentina)
El Campeonato de Primera División de 1959 fue la vigésima novena temporada y el trigésimo primer torneo de la Primera División argentina de fútbol. Se disputó desde el 3 de mayo hasta el 22 de noviembre. 
El campeón fue San Lorenzo por séptima vez en su historia, dirigido técnicamente por el entrenador José Barreiro. Con este logro se constituyó en el representante argentino a la primera edición de la actual Copa Libertadores de América, la Copa de Campeones de América 1960. 
Para definir el descenso se estableció un sistema de desempate entre los dos equipos que habían igualado el peor promedio, el Club de Gimnasia y Esgrima La Plata y el Club Atlético Central Córdoba, que finalmente bajó a la Primera B.

## Ascensos y descensos
| Pos | Equipo ascendido   |
| --- | ------------------ |
| 1º  | Ferro Carril Oeste |

| Prom | Equipo descendido en la temporada 1958 |
| ---- | -------------------------------------- |
| 16º  | Tigre                                  |

## Equipos
| Equipo             | Ciudad       |
| ------------------ | ------------ |
| Argentinos Juniors | Buenos Aires |
| Atlanta            | Buenos Aires |
| Boca Juniors       | Buenos Aires |
| Central Córdoba    | Rosario      |
| Estudiantes        | La Plata     |
| Ferro Carril Oeste | Buenos Aires |
| Gimnasia y Esgrima | La Plata     |
| Huracán            | Buenos Aires |
| Independiente      | Avellaneda   |
| Lanús              | Lanús        |
| Newell's Old Boys  | Rosario      |
| Racing Club        | Avellaneda   |
| River Plate        | Buenos Aires |
| Rosario Central    | Rosario      |
| San Lorenzo        | Buenos Aires |
| Vélez Sarsfield    | Buenos Aires |

### Distribución geográfica de los equipos
| Región                 | Cant. | Equipos |
| ---------------------- | ----- | --- |
| Ciudad de Buenos Aires | 8     | Argentinos Juniors, Atlanta, Boca Juniors, Ferro Carril Oeste, Huracán, River Plate, San Lorenzo y Vélez Sarsfield |
| Conurbano bonaerense   | 3     | Independiente, Lanús y Racing Club                                                                                 |
| Ciudad de Rosario      | 3     | Central Córdoba, Newell's Old Boys y Rosario Central                                                               |
| Ciudad de La Plata     | 2     | Estudiantes y Gimnasia y Esgrima                                                                                   |

## Tabla de posiciones final
| Pos. | Equipo                  | Pts. | PJ | PG | PE | PP | GF | GC | Dif. |
| ---- | ----------------------- | ---- | -- | -- | -- | -- | -- | -- | ---- |
| 1.º  | San Lorenzo             | 45   | 30 | 21 | 3  | 6  | 75 | 42 | 33   |
| 2.º  | Racing Club             | 38   | 30 | 17 | 4  | 9  | 80 | 48 | 32   |
| 3.º  | Independiente           | 33   | 30 | 11 | 11 | 8  | 44 | 37 | 7    |
| 4.º  | Ferro Carril Oeste      | 33   | 30 | 10 | 13 | 7  | 47 | 41 | 6    |
| 5.º  | Newell's Old Boys       | 32   | 30 | 12 | 8  | 10 | 35 | 36 | −1   |
| 6.º  | River Plate             | 32   | 30 | 14 | 4  | 12 | 49 | 45 | 4    |
| 7.º  | Atlanta                 | 32   | 30 | 9  | 14 | 7  | 34 | 35 | −1   |
| 8.º  | Boca Juniors            | 30   | 30 | 12 | 6  | 12 | 51 | 44 | 7    |
| 9.º  | Huracán                 | 30   | 30 | 9  | 12 | 9  | 46 | 57 | −11  |
| 10.º | Estudiantes (LP)        | 28   | 30 | 10 | 8  | 12 | 52 | 62 | −10  |
| 11.º | Lanús                   | 27   | 30 | 10 | 7  | 13 | 54 | 59 | −5   |
| 12.º | Vélez Sarsfield         | 26   | 30 | 6  | 14 | 10 | 43 | 46 | −3   |
| 13.º | Argentinos Juniors      | 25   | 30 | 7  | 11 | 12 | 46 | 45 | 1    |
| 14.º | Gimnasia y Esgrima (LP) | 25   | 30 | 9  | 7  | 14 | 49 | 62 | −13  |
| 15.º | Rosario Central         | 23   | 30 | 8  | 7  | 15 | 38 | 50 | −12  |
| 16.º | Central Córdoba (R)     | 21   | 30 | 7  | 7  | 16 | 32 | 66 | −34  |

|  | Campeón. Clasificado a la Copa de Campeones de América 1960 |

## Tabla de descenso
| Pos  | Equipo                  | 1957 | 1958 | 1959 | Total | Promedio |
| ---- | ----------------------- | ---- | ---- | ---- | ----- | -------- |
| 1.º  | San Lorenzo             | 38   | 38   | 45   | 121   | 40,33    |
| 2.º  | Racing Club             | 36   | 41   | 38   | 115   | 38,33    |
| 3.º  | River Plate             | 46   | 35   | 32   | 113   | 37,67    |
| 4.º  | Boca Juniors            | 34   | 38   | 30   | 102   | 34,00    |
| 5.º  | Ferro Carril Oeste      | -    | -    | 33   | 33    | 33,00    |
| 6.º  | Independiente           | 31   | 33   | 33   | 97    | 32,33    |
| 7.º  | Vélez Sarsfield         | 34   | 34   | 26   | 94    | 31,33    |
| 8.º  | Atlanta                 | 24   | 36   | 32   | 92    | 30,67    |
| 9.º  | Estudiantes (LP)        | 33   | 31   | 28   | 92    | 30,67    |
| 10.º | Huracán                 | 33   | 27   | 30   | 90    | 30,00    |
| 11.º | Rosario Central         | 27   | 35   | 23   | 85    | 28,33    |
| 12.º | Newell's Old Boys       | 31   | 17   | 32   | 80    | 26,67    |
| 13.º | Argentinos Juniors      | 28   | 25   | 25   | 78    | 26,00    |
| 14.º | Lanús                   | 22   | 25   | 27   | 74    | 24,67    |
| 15.º | Gimnasia y Esgrima (LP) | 23   | 24   | 25   | 72    | 24,00    |
| 15.º | Central Córdoba (R)     | -    | 27   | 21   | 48    | 24,00    |

|  |                                             |
|  | Desempataron por medio de una tabla ad hoc. |

### Tabla de desempate
Para definir al equipo que descendió, se tomaron en cuenta los partidos que disputaron los dos últimos de la tabla de promedios contra los primeros cinco de la tabla de posiciones.
| Pos. | Equipo                  | Pts. | PJ | PG | PE | PP | GF | GC | Dif. |
| ---- | ----------------------- | ---- | -- | -- | -- | -- | -- | -- | ---- |
| 1.º  | Gimnasia y Esgrima (LP) | 7    | 10 | 2  | 3  | 5  | 15 | 23 | −8   |
| 2.º  | Central Córdoba (R)     | 4    | 10 | 1  | 2  | 7  | 9  | 29 | −20  |

|  | Descendió a la Primera B. |

## Resultados
Fecha 1
3 de mayo
- Gimnasia y Esgrima (LP) 1 - San Lorenzo 4

- Boca Juniors 2 - Central Córdoba (R) 1

- Atlanta 3 - Racing Club 1

- Huracán 1 - Estudiantes (LP) 1

- Lanús 2 - River Plate 2

- Rosario Central 0 - Newell's Old Boys 0

- Ferro Carril Oeste 0 - Argentinos Juniors 0

- Independiente 2 - Vélez Sarsfield 3

Fecha 2
9 de mayo
- Central Córdoba (R) 2 - Gimnasia y Esgrima (LP) 1

10 de mayo
- Newell's Old Boys 2 - Boca Juniors 1

11 de mayo
- River Plate 2 - Rosario Central 1

12 de mayo
- San Lorenzo 0 - Independiente 1

- Vélez Sarsfield 1 - Atlanta 0

- Argentinos Juniors 1 - Huracán 1

- Racing Club 4 - Ferro Carril Oeste 0

- Estudiantes (LP) 3 - Lanús 1

Fecha 3
17 de mayo
- Rosario Central 2 - Estudiantes (LP) 1

18 de mayo
- Independiente 3 - Central Córdoba (R) 0

- Gimnasia y Esgrima (LP) 2 - Newell's Old Boys 0

19 de mayo
- Boca Juniors 5 - River Plate 1

20 de mayo
- Lanús 4 - Argentinos Juniors 1

- Atlanta 0 - San Lorenzo 4

- Vélez Sarsfield 0 - Racing Club 1

- Huracán 2 - Ferro Carril Oeste 1

- Fecha 4

24 de mayo
- San Lorenzo 1 - Vélez Sarsfield 0

- Estudiantes (LP) 0 - Boca Juniors 1

- Racing Club 3 - Huracán 3

- Argentinos Juniors 5 - Rosario Central 0

- Central Córdoba (R) 1 - Atlanta 1

- Ferro Carril Oeste 1 - Lanús 2

- Newell's Old Boys 1 - Independiente 1

- River Plate 2 - Gimnasia y Esgrima (LP) 1

Fecha 5
28 de mayo
- San Lorenzo 2 - Racing Club 4

- Atlanta 1 - Newell's Old Boys 0

- Independiente 1 - River Plate 0

- Rosario Central 2 - Ferro Carril Oeste 1

- Boca Juniors 0 - Argentinos Juniors 3

- Lanús 2 - Huracán 1

- Vélez Sarsfield 3 - Central Córdoba (R) 1

- Gimnasia y Esgrima (LP) 1 - Estudiantes (LP) 2

Fecha 6
31 de mayo
- Central Córdoba (R) 1 - San Lorenzo 4

- River Plate 1 - Atlanta 0

- Racing Club 3 - Lanús 1

- Estudiantes (LP) 2 - Independiente 0

- Huracán 0 - Rosario Central 0

- Argentinos Juniors 1 - Gimnasia y Esgrima (LP) 1

- Ferro Carril Oeste 1 - Boca Juniors 1

Newell's Old Boys 2 - Vélez Sarsfield 0
Fecha 7
7 de junio
- San Lorenzo 2 - Newell's Old Boys 1

- Boca Juniors 1 - Huracán 2

- Central Córdoba (R) 1 - Racing Club 3

- Vélez Sarsfield 1 - River Plate 1

- Independiente 1 - Argentinos Juniors 1

- Atlanta 2 - Estudiantes (LP) 0

- Gimnasia y Esgrima (LP) 2 - Ferro Carril Oeste 2

- Rosario Central 3 - Lanús 1

Fecha 8
14 de junio
- River Plate 1 - San Lorenzo 2

- Huracán 3 - Gimnasia y Esgrima (LP) 1

- Lanús 1 - Boca Juniors 3

- Argentinos Juniors 2 - Atlanta 2

- Ferro Carril Oeste 0 - Independiente 2

- Newell's Old Boys 1 - Central Córdoba (R) 0

- Racing Club 4 - Rosario Central 1

- Estudiantes (LP) 3 - Vélez Sarsfield 3

Fecha 9
20 de junio
- Newell's Old Boys 1 - Racing Club 0

21 de junio
- San Lorenzo 3 - Estudiantes (LP) 3

- Gimnasia y Esgrima (LP) 3 - Lanús 1

- Atlanta 1 - Ferro Carril Oeste 1

- Vélez Sarsfield 2 - Argentinos Juniors 2

- Independiente 4 - Huracán 0

- Boca Juniors 2 - Rosario Central 0

24 de junio
- Central Córdoba (R) 1 - River Plate 0

- Fecha 10

28 de junio
Argentinos Juniors 3 - San Lorenzo 1
Racing Club 3 - Boca Juniors 1
Lanús 1 - Independiente 0
River Plate 1 - Newell's Old Boys 2
Estudiantes (LP) 5 - Central Córdoba (R) 2
Rosario Central 6 - Gimnasia y Esgrima (LP) 0
Huracán 2 - Atlanta 2
Ferro Carril Oeste 1 - Vélez Sarsfield 1
- Fecha 11

4 de julio
Central Córdoba (R) 0 - Argentinos Juniors 0
5 de julio
San Lorenzo 5 - Ferro Carril Oeste 3
Gimnasia y Esgrima (LP) 1 - Boca Juniors 3
River Plate 3 - Racing Club 2
Newell's Old Boys 2 - Estudiantes (LP) 0
Independiente 3 - Rosario Central 1
Vélez Sarsfield 1 - Huracán 2
Atlanta 2 - Lanús 2
- Fecha 12

19 de julio
Rosario Central 0 - Atlanta 0
26 de julio
Huracán 1 - San Lorenzo 4
Lanús 2 - Vélez Sarsfield 2
Boca Juniors 0 - Independiente 1
Estudiantes (LP) 2 - River Plate 0
Ferro Carril Oeste 4 - Central Córdoba (R) 0
Racing Club 2 - Gimnasia y Esgrima (LP) 3
Argentinos Juniors 1 - Newell's Old Boys 2
- Fecha 13

1 de agosto
Newell's Old Boys 2 - Ferro Carril Oeste 2
2 de agosto
San Lorenzo 4 - Lanús 2
River Plate 2 - Argentinos Juniors 1
Estudiantes (LP) 2 - Racing Club 1
Vélez Sarsfield 4 - Rosario Central 2
Independiente 0 - Gimnasia y Esgrima (LP) 0
Central Córdoba (R) 2 - Huracán 2
Atlanta 1 - Boca Juniors 1
- Fecha 14

9 de agosto
Rosario Central 1 - San Lorenzo 1
Boca Juniors 1 - Vélez Sarsfield 3
Racing Club 1 - Independiente 3
Ferro Carril Oeste 2 - River Plate 1
Argentinos Juniors 3 - Estudiantes (LP) 1
Huracán 2 - Newell's Old Boys 0
Lanús 3 - Central Córdoba (R) 0
Gimnasia y Esgrima (LP) 1 - Atlanta 1
- Fecha 15

16 de agosto
San Lorenzo 1 - Boca Juniors 0
Racing Club 5 - Argentinos Juniors 2
River Plate 3 - Huracán 3
Vélez Sarsfield 4 - Gimnasia y Esgrima (LP) 1
Estudiantes (LP) 2 - Ferro Carril Oeste 4
Newell's Old Boys 2 - Lanús 2
17 de agosto
Atlanta 1 - Independiente 1
Central Córdoba (R) 2 - Rosario Central 1
- Fecha 16

23 de agosto
San Lorenzo 3 - Gimnasia y Esgrima (LP) 2
Vélez Sarsfield 1 - Independiente 1
Racing Club 2 - Atlanta 2
Newell's Old Boys 1 - Rosario Central 0
Central Córdoba (R) 0 - Boca Juniors 2
Estudiantes (LP) 5 - Huracán 3
River Plate 2 - Lanús 1
Argentinos Juniors 0 - Ferro Carril Oeste 1
- Fecha 17

30 de agosto
Independiente 2 - San Lorenzo 3
Atlanta 2 - Vélez Sarsfield 1
Ferro Carril Oeste 1 - Racing Club 1
Rosario Central 1 - River Plate 2
Boca Juniors 0 - Newell's Old Boys 0
Lanús 2 - Estudiantes (LP) 3
Huracán 0 - Argentinos Juniors 2
Gimnasia y Esgrima (LP) 5 - Central Córdoba (R) 2
- Fecha 18

5 de septiembre
Newell's Old Boys 3 - Gimnasia y Esgrima (LP) 0
6 de septiembre
San Lorenzo 1 - Atlanta 0
River Plate 2 - Boca Juniors 3
Argentinos Juniors 2 - Lanús 3
Central Córdoba (R) 2 - Independiente 2
Estudiantes (LP) 3 - Rosario Central 3
Ferro Carril Oeste 3 - Huracán 0
Racing Club 1 - Vélez Sarsfield 1
- Fecha 19

13 de septiembre
Vélez Sarsfield 1 - San Lorenzo 1
Lanús 0 - Ferro Carril Oeste 3
Huracán 1 - Racing Club 4
Atlanta 3 - Central Córdoba (R) 2
Gimnasia y Esgrima (LP) 2 - River Plate 0
Rosario Central 2 - Argentinos Juniors 0
Boca Juniors 2 - Estudiantes (LP) 2
Independiente 2 - Newell's Old Boys 0
- Fecha 20

20 de septiembre
Racing Club 2 - San Lorenzo 1
River Plate 1 - Independiente 0
Estudiantes (LP) 3 - Gimnasia y Esgrima (LP) 2
Argentinos Juniors 3 - Boca Juniors 1
Newell's Old Boys 2 - Atlanta 0
Huracán 2 - Lanús 1
Ferro Carril Oeste 3 - Rosario Central 0
Central Córdoba (R) 0 - Vélez Sarsfield 0
- Fecha 21

27 de septiembre
San Lorenzo 4 - Central Córdoba (R) 0
Vélez Sarsfield 2 - Newell's Old Boys 2
Lanús 2 - Racing Club 1
Independiente 1 - Estudiantes (LP) 0
Boca Juniors 1 - Ferro Carril Oeste 2
Rosario Central 2 - Huracán 2
Atlanta 1 - River Plate 0
Gimnasia y Esgrima (LP) 3 - Argentinos Juniors 2
- Fecha 22

4 de octubre
Newell's Old Boys 0 - San Lorenzo 3
Huracán 1 - Boca Juniors 0
Argentinos Juniors 1 - Independiente 1
Ferro Carril Oeste 3 - Gimnasia y Esgrima (LP) 2
River Plate 3 - Vélez Sarsfield 2
Racing Club 6 - Central Córdoba (R) 2
Estudiantes (LP) 1 - Atlanta 1
Lanús 2 - Rosario Central 1
- Fecha 23

11 de octubre
Rosario Central 0 - Racing Club 4
Central Córdoba (R) 2 - Newell's Old Boys 1
12 de octubre
San Lorenzo 3 - River Plate 0
Independiente 1 - Ferro Carril Oeste 1
Gimnasia y Esgrima (LP) 4 - Huracán 3
Boca Juniors 2 - Lanús 2
15 de octubre
Vélez Sarsfield 1 - Estudiantes (LP) 1
Atlanta 2 - Argentinos Juniors 0
- Fecha 24

17 de octubre
Rosario Central 2 - Boca Juniors 1
18 de octubre
Estudiantes (LP) 1 - San Lorenzo 4
Racing Club 4 - Newell's Old Boys 2
Ferro Carril Oeste 0 - Atlanta 0
Huracán 1 - Independiente 1
River Plate 2 - Central Córdoba (R) 0
Argentinos Juniors 2 - Vélez Sarsfield 2
Lanús 1 - Gimnasia y Esgrima (LP) 1
- Fecha 25

24 de octubre
Gimnasia y Esgrima (LP) 3 - Rosario Central 1
25 de octubre
Newell's Old Boys 2 - River Plate 1
26 de octubre
Central Córdoba (R) 1 - Estudiantes (LP) 0
27 de octubre
Vélez Sarsfield 0 - Ferro Carril Oeste 0
Boca Juniors 3 - Racing Club 1
28 de octubre
San Lorenzo 2 - Argentinos Juniors 1
Atlanta 0 - Huracán 2
Independiente 1 - Lanús 1
- Fecha 26

31 de octubre
Rosario Central 4 - Independiente 0
1 de noviembre
Ferro Carril Oeste 3 - San Lorenzo 0
Lanús 1 - Atlanta 2
Racing Club 2 - River Plate 3
Argentinos Juniors 4 - Central Córdoba (R) 1
Boca Juniors 2 - Gimnasia y Esgrima (LP) 1
Huracán 0 - Vélez Sarsfield 0
Estudiantes (LP) 1 - Newell's Old Boys 2
- Fecha 27

8 de noviembre
San Lorenzo 6 - Huracán 3
Independiente 1 - Boca Juniors 4
River Plate 5 - Estudiantes (LP) 0
Gimnasia y Esgrima (LP) 0 - Racing Club 3
Central Córdoba (R) 1 - Ferro Carril Oeste 1
Newell's Old Boys 0 - Argentinos Juniors 0
Vélez Sarsfield 2 - Lanús 3
Atlanta 2 - Rosario Central 1
- Fecha 28

11 de noviembre
Lanús 2 - San Lorenzo 4
Racing Club 6 - Estudiantes (LP) 1
Gimnasia y Esgrima (LP) 3 - Independiente 3
Rosario Central 0 - Vélez Sarsfield 0
Boca Juniors 2 - Atlanta 2
Argentinos Juniors 1 - River Plate 1
Ferro Carril Oeste 1 - Newell's Old Boys 1
Huracán 1 - Central Córdoba (R) 1
- Fecha 29

15 de noviembre
San Lorenzo 0 - Rosario Central 2
Atlanta 0 - Gimnasia y Esgrima (LP) 0
Independiente 3 - Racing Club 4
Newell's Old Boys 0 - Huracán 2
River Plate 5 - Ferro Carril Oeste 0
Central Córdoba (R) 3 - Lanús 2
Vélez Sarsfield 2 - Boca Juniors 5
Estudiantes (LP) 2 - Argentinos Juniors 1
- Fecha 30

20 de noviembre
Huracán 1 - River Plate 1
22 de noviembre
Boca Juniors 1 - San Lorenzo 2
Ferro Carril Oeste 2 - Estudiantes (LP) 2
Argentinos Juniors 1 - Racing Club 2
Independiente 2 - Atlanta 0
Rosario Central 0 - Central Córdoba (R) 1
Lanús 4 - Newell's Old Boys 0
Gimnasia y Esgrima (LP) 2 - Vélez Sarsfield 0

## Descensos y ascensos
Central Córdoba (R) descendió a Primera B, siendo reemplazado por Chacarita Juniors para el campeonato de 1960.

## Goleadores
| Jugador              | Jugador           | Goles | Equipo             |
| -------------------- | ----------------- | ----- | ------------------ |
| Bandera de Argentina | José Sanfilippo   | 31    | San Lorenzo        |
| Bandera de Argentina | Rubén Héctor Sosa | 22    | Racing Club        |
| Bandera de Argentina | Eugenio Callá     | 21    | Argentinos Juniors |
| Bandera de Argentina | Juan José Pizzuti | 19    | Racing Club        |
| Bandera de Argentina | Norberto Conde    | 17    | Vélez Sarsfield    |